# Coyaima jezik
Coyaima jezik (ISO 639-3: coy), izumrli karipski jezik kojim su nekada govorili Coyaima Indijanci u regiji Tolima u Kolumbiji.
Prema Rivetu (1943) Coyaime su bili jedno od plemena iz skupine Pijao; Ruhlen kaže da je njihov jezik blizak s yukpa jezikom [yup]. Pripadnici plemena danas govori španjolski [spa].

## Vanjske poveznice
- Ethnologue (14th)
- Ethnologue (15th)